# Zali Steggall
Zali Steggall, avstralska alpska smučarka, * 16. april 1974, Sydney, Avstralija.
Je najuspešnejša avstralska alpska smučarka vseh časov in edina z olimpijsko medaljo na Olimpijskih igrah 1998, kjer je bila bronasta v slalomu, in naslovom svetovne prvakinje leta 1999 v isti disciplini. V svetovnem pokalu je nastopala deset sezon med letoma 1993 in 2002 ter dosegla zmago 23. novembra 1997 v Park Cityju ter še eno uvrstitev na stopničke.  	